# Карл Амадеус Гартман
Карл Амадеус Гартман (нім. Karl Amadeus Hartmann; 1905—1963) — німецький композитор.

## Біографія

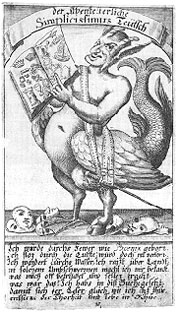
Титульна сторінка книги Гріммельсгаузена про Сімпліціссімус, 1668

Карл Гартман народився 2 серпня 1905 року в Мюнхені, в сім'ї художника. З молодості дотримувався соціалістичних поглядів. Навчався в Мюнхені у Йозефа Гааса, отримав велику підтримку з боку Германа Шерхена (Гартман присвятив Шерхену свій Перший струнний квартет, 1933). У роки нацизму відсторонився від публічного музичного життя, але твори композитора виконувалися за кордоном, і його популярність зростала. Співпрацював з А. Веберном, хоча не у всьому поділяв його громадські і музичні погляди. Після війни — один з найбільш авторитетних композиторів і педагогів Німеччини.

## Традиції
Увібрав в свою музику традиції Малера, Брукнера, Гіндеміта, Стравінського, Шенберга, елементи джазу. Його музика вплинула на творчість Генце.

## Творчість
Автор 8 симфоній, декількох опер (серед яких — «Юний Сімпліціссімус», за Гріммельсгаузеном, 1934—1935), камерних і вокальних творів.

## Визнання
У 1949—1963 — лавреат національних та міжнародних премій.
Гартман помер 5 грудня 1963 року в Мюнхені. У ювілейний рік сторіччя з дня його народження (2005) в Баварії пройшло понад 50 концертів пам'яті композитора.
Один з пропагандистів творчості Гартмана — диригент Інго Метцмахер.